# Cryptocephalus imperialis
Cryptocephalus imperialis es una especie de insecto coleóptero de la familia Chrysomelidae.
Fue descrita científicamente en 1781 por Laicharting.